# Бешти, Уалид
Уалид Бешти (англ. Walead Beshty; 1976, Лондон, Великобритания, живёт и работает в Лос-Анджелесе) — современный американский художник.

## Образование
- 2002 MFA, Yale University School of Art, Нью-Хейвен, Коннектикут
- 1999 BA, Bard College, Нью-Йорк

## Творчество
В своих работах Уалид Бешти использует ряд ограничений или условий, которые определяют результат, а не полагается на использование метафор или аллюзий. Художник не наделяет произведение своей жизнью, он позволяет некому действию произойти, оставив следы. При этом концептуальные работы Бешти обладают эстетической привлекательностью. Например, серия «рентгеновских» фотографий, для создания которой Бешти провозил плёнку через рентгеновскую машину аэропорта, а затем печатал полученный результат. Или серия скульптур — стеклянных кубов, помещающихся в стандартные FedEx коробки, которые Бешти отправлял по почте. Стекло трескалось и ломалось. Трещины становились буквально записью путешествия, визуальными следами физического перемещения. Или зеркальный пол, покрытый паутиной трещин, отображающих следы посетителей галереи. Такой «отстраненный» подход популярен в современном искусстве — произведение децентрирует художника как агента и арбитра значения работы. Вместо этого художник задаёт условия и отступает, позволяя взаимодействию между зрителем и работой создать значение.

### Персональные выставки
| - 2009 Hirshhorn Museum and Sculpture Garden, Вашингтон - 2009 Pulleys, Cogwheels, Mirrors, and Windows, Художественный музей Мичиганского университета, Энн-Арбор - 2009 Popular Mechanics, Wallspace, Нью-Йорк - 2009 Passages, LAXART, Лос-Анджелес - 2008 Science Concréte, China Art Objects Galleries/Redling Fine Art, Лос-Анджелес | - 2008 Babylon, Hollywood, site-specific public artwork, Лос-Анджелес - 2008 Industrial Pictures, Galerie Rodolphe Janssen, Брюссель - 2007 The Grey Cloth, Das Institut im Glaspavillon/Galerie Meerrettich, Берлин - 2006 The Maker and the Model, Wallspace, Нью-Йорк | - 2006 Hammer Project: Walead Beshty, EMBASSY!, Armand Hammer Museum of Art, Лос-Анджелес - 2005 Parks, Hotels & Palaces, China Art Objects Galleries, Лос-Анджелес - 2004 The Body-Body Problem, Wallspace, Нью-Йорк - 2004 The Phenomenology of Shopping and Dead Malls, P.S.1 Contemporary Art Center, Лонг-Айленд, Нью-Йорк |

### Публичные коллекции
- The Armand Hammer Museum, Лос-Анджелес
- The Francis Lehmann Loeb Art Center, Poughkeepsie, NY
- FRAC Nord — Pas de Calais, Дюнкерк, Франция
- The Henry Art Gallery, Сиэтл
- The Hirshhorn Museum and Sculpture Garden, Вашингтон
- The Guggenheim Museum, Нью-Йорк
- The Miami Museum of Art, Майами
- The Museum of Contemporary Art, Чикаго
- The Museum of Modern Art, Нью-Йорк
- The Orange County Museum of Art, Ньюпорт, Калифорния
- The Neuberger Berman Art Collection, Нью-Йорк
- The University of Michigan Museum of Art, Анн-Арбор
- The Victoria and Albert Museum, Лондон
- The Whitney Museum of American Art, Нью-Йорк